# 孟加拉国宪法第70条

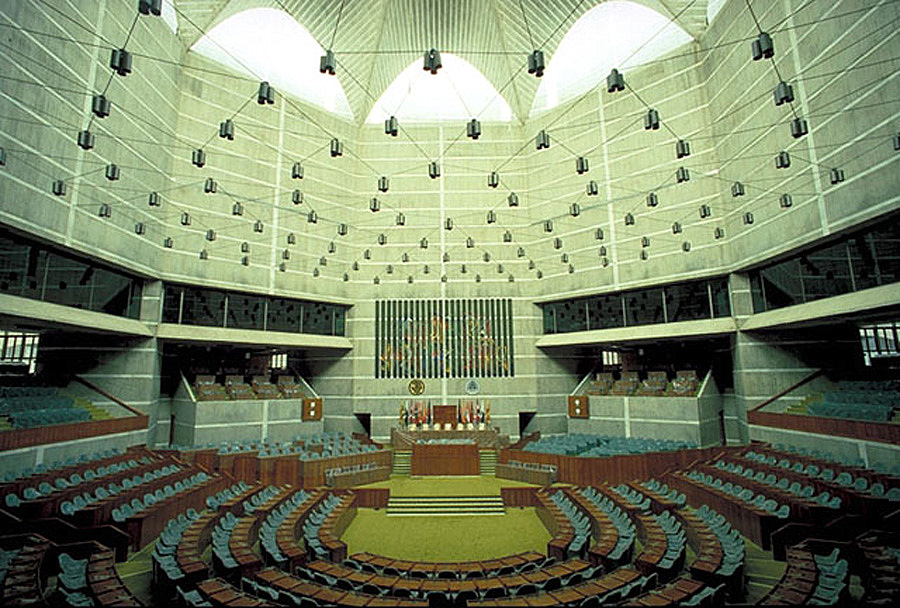
孟加拉国国民议会大厦内景

《孟加拉国宪法》第70条是该宪法的一条条文，由孟加拉国制宪议会根据1972年该国时任总统阿布·赛义德·乔杜里的总统令制定，因其限制孟加拉国国民议会议员为其他党派投票而备受争议。

## 背景
根据1972年的过渡宪法，孟加拉国的立法权属于行政机关。国会议员KM·奥拜杜·拉赫曼在制宪议会质询国民议会为何没有立法权时，与之同党的时任首相谢赫·穆吉布·拉赫曼无法做出解释。谢赫·穆吉布·拉赫曼之后向乔杜里建议制定本条条文，并获认可。

## 内容
第70条内容如下：
| 受政党提名当选的国会议员，有下列情况之一的，应当辞去议员职务，但不影响其后续当选国会议员之资格： 1. 退出所在政党的； 2. 在国民议会中投下反对所在政党票的。 |

## 反响
有评论家认为，宪法第70条侵犯了言论自由、思想自由等基本人权。国会内部缺乏问责机制，首相手握巨大的权力，被外界批评为独裁统治。一些政治学家、公共知识分子、记者、人权活动家和国会议员都曾呼吁修改宪法第70条，孟加拉国最高法院也在判决时认为宪法第70条是“不民主”的。